# Huff-Daland TA-2
Huff-Daland TA-2 là một loại máy bay huấn luyện hai tầng cánh của Hoa Kỳ, do Huff-Daland Aero Corporation thiết kế đầu thập niên 1920 cho Binh chủng không quân lục quân Hoa Kỳ.

## Quốc gia sử dụng
United States
- Binh chủng không quân lục quân Hoa Kỳ